# Lázár Mészáros
Dans le nom hongrois Mészáros Lázár, le nom de famille précède le prénom, mais cet article utilise l’ordre habituel en français Lázár Mészáros, où le prénom précède le nom.
Lázár Mészáros de Pacsér (Pacséri Mészáros Lázár Ferenc Xavér József en hongrois), né le 20 février 1796 à Baja, en Hongrie, et décédé le 16 novembre 1858 à Eywood au Royaume-Uni, est un général et un homme politique hongrois. Il fut notamment ministre de la Guerre durant la Révolution hongroise de 1848 et membre du Comité de la Défense Nationale.

## Biographie
Issu d'une famille de propriétaires fonciers de la noblesse hongroise catholique, Mészáros est le fils de János Mészáros (1744-1800), trésorier de la ville de Baja, et de Katalin Piukovits (1762-1802). Orphelin à l'âge de quatre ans, il est balloté entre différents membres de sa famille et étudie à Baja, Subotica, Pest et Pécs. Il quitte son droit et rejoint l'armée. Lieutenant de cavalerie en août 1813 d'un régiment stationné dans le comté de Bács-Bodrog, il participe aux guerres napoléoniennes. Officier de hussard (7e puis 5e régiment) entre 1816 et 1837, il passe plus de dix-huit ans en Italie. Le feldmarschall Radetzky récompense ce brillant officier en le nommant colonel et commandant de son régiment de hussard en 1848.
Officier cultivé, parlant sept langues, Lázár Mészáros est compétent tant en matière militaire qu'en science sociale et en économie. Il commence à correspondre à partir de 1837 avec le comte István Széchenyi. Mészáros est élu membre du Magyar Tudós Társaság ("Association hongroise des Erudits" et future académie hongroise des sciences). Son discours d'entrée est intitulé les « Forces armées dans les sociétés bourgeoises modernes ».
Sur la suggestion de Lajos Kossuth, Lajos Batthyány lui demande le 22 mars 1848 d'assumer le poste de ministre de la Guerre (en) dans le premier gouvernement hongrois responsable. Il occupe ce poste dès son retour d'Italie, le 23 mai, où son régiment était stationné. Quelque temps plus tard, il est nommé major-général des forces impériales et royales et le commandant des troupes impériales stationnées sur le territoire hongrois. À la fin du mois d'août 1848, Mészáros décide de prendre personnellement le contrôle de l'armée du sud. Il voyage ainsi à Vajdaság, en Voïvodine. Il revient le 30 septembre à la capitale. Il est le seul membre du gouvernement Batthyány à ne pas avoir démissionné. Il devient membre du Comité de la Défense Nationale en tant que ministre de la Guerre. Il prend le 13 décembre 1848 le commandement de l'armée du nord avec 10 000 hommes. Il est renvoyé de son commandement le 19 janvier 1849 mais il conserve son poste de ministre jusqu'à la Déclaration d'indépendance du 13 avril. En désaccord le commandement du général Mór Perczel, Mészáros démissionne de toutes ses autres fonctions militaires le 26 juillet. Après la bataille de Temesvár et l'échec de la guerre d'indépendance qui en résulte, il quitte la Hongrie le 14 août 1849 pour la Turquie.
Il quitte la Turquie en mai 1851 pour s'installer en France, qu'il quitte après le coup d'état de Napoléon III en décembre 1851. Il se rend alors à Jersey puis déménage aux États-Unis à l'été 1853 où il s'essaie à l'agriculture dans l'Iowa. Il s'installe ensuite à Flushing, à New York, avant de rejoindre l'Angleterre en octobre 1858, peu de temps avant sa mort.

## Sources
- Róbert Hermann: Az 1848-1849-es szabadságharc nagy csatái, Zrínyi Kiadó, 2004,  (ISBN 9633273676)
- Liptai Ervin: Magyarország hadtörténete két kötetben, Zrínyi Katonai Kiadó, 1985,  (ISBN 9633263379)
- István Nemeskürty: 1848-49 – „Kik érted haltak szent világszabadság”, LAP-ICS Könyvkiadó, 1998,  (ISBN 9634343325)